# ريتشارد هويل (سياسي)
ريتشارد هويل (بالإنجليزية: Richard Howell)‏ هو محامي وسياسي أمريكي، ولد في 25 أكتوبر 1754 في نيوارك في الولايات المتحدة، وتوفي في 28 أبريل 1802 في ترنتون في الولايات المتحدة. حزبياً، نشط في الحزب الفيدرالي الأمريكي. وقد انتخب حاكم نيو جيرسي ‏ (3 يونيو 1793 – 31 أكتوبر 1801).